# عنصرود
عَنصَرود(آستاری) از روستاهای دهستان سهند بخش مرکزی شهرستان اسکو، شهرستان اسکو استان آذربایجان شرقی  است. این روستا ۱۴۷۸ نفر جمعیت دارد.